# Renault Type BX
Der Renault Type BX war ein frühes Personenkraftwagenmodell von Renault. Er wurde auch 14 CV genannt.

## Beschreibung
Die nationale Zulassungsbehörde erteilte am 3. Dezember 1909 ihre Zulassung. Vorgänger war der Renault Type X. 1910 endete die Produktion. 1911 wurde der Renault Type CC der Nachfolger.
Ein wassergekühlter Vierzylindermotor mit 90 mm Bohrung und 120 mm Hub leistete aus 3054 cm³ Hubraum 14 bis 16 PS. Die Motorleistung wurde über eine Kardanwelle an die Hinterachse geleitet. Die Höchstgeschwindigkeit war je nach Übersetzung mit 46 km/h bis 64 km/h angegeben.
Bei einem Radstand von 308 cm und einer Spurweite von 136 cm war das Fahrzeug 434,5 cm lang und 166 cm breit. Der Wendekreis war mit 14,5 Metern angegeben. Das Fahrgestell wog 900 kg, das Komplettfahrzeug 1550 kg. Zur Wahl standen Doppelphaeton, Tourenwagen, Limousine und Phaeton. Das Fahrgestell kostete 11.800 Franc.
Das Auktionshaus Bonhams versteigerte am 1. Dezember 2008 eine Limousine von 1909 mit einer Karosserie von Henry Binder und erwartete einen Preis von 63.000 bis 76.000 Euro.